# Château d'Eckartsau
Le château d'Eckartsau est une ancienne résidence impériale et royale de l'Autriche-Hongrie, située dans la commune d'Eckartsau, en Basse-Autriche.

## Histoire
À l'origine, il s'agit d'un Wasserburg. Le chevalier d'Eckartsau, qui possède le château, le mentionne dans une donation de Irnfried von Rötelstein qui possède le château de Braunsberg près de Hainburg à l'abbaye de Klosterneuburg. Dedans, un certain Heinrich des Ekkarisowe est cité comme témoin. Les habitants d'Eckartsau font allégeance à la principauté épiscopale de Ratisbonne.
Au fil du temps, les chevaliers étendent le territoire et construisent d'autres châteaux. Ils font construire un tombeau à l'intérieur de l'église des Minimes à Vienne.
Après que Konrad von Eckartsau soutient le duc d'Autriche Albert V, alors âgé de 14 ans, celui-ci le remerciera généreusement. Sous Frédéric III, les chevaliers brigands s'en prennent au château à plusieurs reprises, de même Georg von Eckartsau est aussi un chevalier brigand.
Wilhelm von Eckartsau est le dernier chevalier d'Eckartsau. Sa fille Appolonia hérite du château et du domaine en 1507. Après sa mort en 1571, son fils vend le domaine à Georg von Teuffel. Au cours des deux siècles suivants, les propriétaires changent très souvent. En 1720, Franz Ferdinand comte de Kinský achète le château. Il laisse l'architecte Joseph Emanuel Fischer von Erlach en faire un pavillon de chasse.
En 1760, l'empereur François, époux de Marie-Thérèse d'Autriche, reine de Bohême et de Hongrie, fondateurs de la Maison de Habsbourg-Lorraine, achète le château.

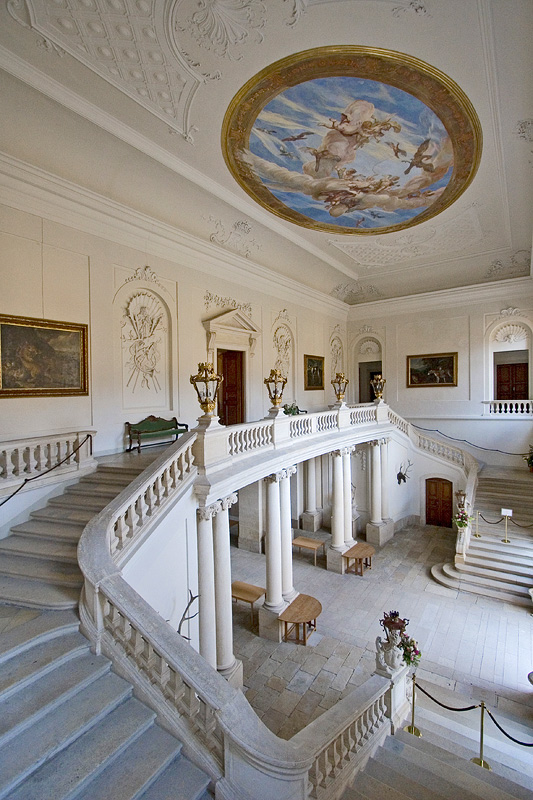
Le grand escalier

Après la mort de Marie-Thérèse en 1780, le château est abandonné et tombe en ruine. Les parties au sud et à l'est s'écroulent. En 1797, la demeure revient à leur petit-fils, l'empereur François II. Son arrière-petit-fils l'archiduc François-Ferdinand décide d'une réhabilitation générale en 1896 et 1897 et fait reconstruire les parties déjà détruites. De même, le jardin est aussi reformé. En 1912, l'héritier au trône fait enlèver le grand escalier du Palais Harrach, dans Landstrasse, et le fait poser dans le château d'Eckartsau.
Après la capitulation de l'Autriche-Hongrie à la fin de la Première Guerre mondiale, l'empereur Charles et l'impératrice Zita, leur famille de six enfants, quittent dans la nuit du 11 au 12 novembre 1918 le château de Schönbrunn et viennent s'installer dans le château d'Eckartsau. Le 13, une délégation d'hommes politiques hongrois demande à l'empereur de renoncer à son pouvoir sur le territoire de la Hongrie. Alors que l'abdication semble inévitable, le britannique Edward Lisle Strutt (en) vient négocier leur départ. L'empereur Charles et sa famille s'exilent en Suisse le 23 mars 1919.
Par la loi d'exil dite "Loi de Habsbourg", le 3 avril 1919, le château devient une propriété de l'État autrichien.
Le château, situé aujourd'hui au sein du parc national Danube-Auen, est géré par l'Österreichische Bundesforste (de). Il accueille un musée sur la famille impériale d'Autriche-Hongrie.

## Source, notes et références
1. ↑  Felix Czeike: Historisches Lexikon Wien, Band 3, Kremayr & Scheriau, Wien 1994,  (ISBN 3-218-00545-0), S. 62

- (de) Cet article est partiellement ou en totalité issu de l’article de Wikipédia en allemand intitulé « Schloss Eckartsau » (voir la liste des auteurs).